# FK Drezga Piperi
Fudbalski Klub Drezga Piperi (Фудбалски Клуб Дрезга Пипери) – czarnogórski klub piłkarski z siedzibą w Piperi w gminie Podgorica. Został utworzony w 1972 roku i pod koniec lat siedemdziesiątych został rozwiązany. Klub został reaktywowany w 1999 roku. Obecnie występuje w Trećiej lidze Czarnogóry. 

## Historia
- 1972 - został założony jako FK Drezga Piperi.
- 197? - został rozwiązany.
- 1999 - został reaktywowany jako FK Drezga Piperi.

## Stadion
Klub rozgrywa swoje mecze domowe na stadionie Stadion Drezge w Piperi, który może pomieścić 1.000 widzów.

## Sezony
| Sezon                          | Liga                                                          | Poziom | Miejsce |
| Federalna Republika Jugosławii |                                                               |        |         |
| 1999/00                        | Crnogorska regionalna liga – Srednja regija (grupa centralna) | IV     | ?       |
| 2000/01                        | Crnogorska regionalna liga – Srednja regija (grupa centralna) | IV     | 1       |
| 2001/02                        | Crnogorska liga                                               | III    | 11      |
| 2002/03                        | Crnogorska liga                                               | III    | 7       |
| Serbia i Czarnogóra            |                                                               |        |         |
| 2003/04                        | Crnogorska liga                                               | III    | 15      |
| 2004/05                        | Treća crnogorska liga – Srednja regija (grupa centralna)      | IV     | ?       |
| 2005/06                        | Treća crnogorska liga – Srednja regija (grupa centralna)      | IV     | ?       |
| Czarnogóra                     |                                                               |        |         |
| 2006/07                        | Treća liga – Srednja regija (grupa centralna)                 | III    | 2       |
| 2007/08                        | Treća liga – Srednja regija (grupa centralna)                 | III    | 3       |
| 2008/09                        | Treća liga – Srednja regija (grupa centralna)                 | III    | 4       |
| 2009/10                        | Treća liga – Srednja regija (grupa centralna)                 | III    | 5       |
| 2010/11                        | Treća liga – Srednja regija (grupa centralna)                 | III    | 2       |
| 2011/12                        | Treća liga – Srednja regija (grupa centralna)                 | III    | 2       |
| 2012/13                        | Treća liga – Srednja regija (grupa centralna)                 | III    | 6       |
| 2013/14                        | Treća liga – Srednja regija (grupa centralna)                 | III    | 4       |
| 2014/15                        | brak drużyny seniorów w rozgrywkach ligowych                  | -      | -       |
| 2015/16                        | brak drużyny seniorów w rozgrywkach ligowych                  | -      | -       |
| 2016/17                        | Treća liga – Srednja regija (grupa centralna)                 | III    | 6       |
| 2017/18                        | Treća liga – Srednja regija (grupa centralna)                 | III    | 4       |
| 2018/19                        | Treća liga – Srednja regija (grupa centralna)                 | III    | 1       |
| 2019/20                        | Druga liga                                                    | II     | 8       |
| 2020/21                        | Druga liga                                                    | II     | ?       |

 * W wyniku przeprowadzonego 21 maja 2006 referendum niepodległościowego zadeklarowano  zerwanie dotychczas istniejącej federacji Czarnogóry z Serbią (Serbia i Czarnogóra). W związku z tym po sezonie 2005/06  wszystkie czarnogórskie zespoły wystąpiły z lig Serbii i Czarnogóry, a od nowego sezonu 2006/07 Drezga Piperi przystąpiła do rozgrywek Trećiej crnogorskiej ligi.

## Sukcesy
- mistrzostwo Trećej crnogorskiej ligi (1): 2019 (awans do Drugiej crnogorskiej ligi, po wygranych barażach).
- mistrzostwo Crnogorskiej regionalnej ligi (1): 2001 (awans do Crnogorskiej ligi).
- wicemistrzostwo Trećej crnogorskiej ligi (3): 2007, 2011 i 2012.